# Samuel Colt
Samuel Colt (Hartford, 1814. július 19. – Hartford, 1862. január 10.) amerikai feltaláló, iparmágnás és üzletember, a Colt's Patent Fire-Arms Manufacturing Company alapítója, a revolverek tömeggyártásának úttörője.
Colt első két üzleti vállalkozása a New Jersey állambeli Patersonban lőfegyverek és víz alatti aknák gyártása volt, de ezek egyikével sem járt sikerrel. Üzlete 1847 után indult gyors növekedésnek, amikor a Texas Ranger Division 1000 revolvert rendelt a mexikói–amerikai háború során. Később lőfegyvereit széles körben használták a Vadnyugat meghódítása során. Colt 1862-ben halt meg, mint Amerika egyik leggazdagabb embere.
Gyártási módszerei kifinomultak voltak. A csereszabatos alkatrészek használata elősegítette, hogy az elsők között legyen, aki hatékonyan használta az összeszerelősort. Ezek mellett a művészet, a hírességek ajánlásai és a vállalati ajándékok innovatív felhasználása áruinak népszerűsítésére a reklám, a termékelhelyezés és a tömegmarketing használatának úttörőjévé tették.

## Élete

### Fiatalkora
Samuel Colt a Connecticut állambeli Hartfordban született. Apja Christopher Colt (1780–1850), egy farmer, aki családját a városba költöztette, miután üzletember lett, édesanyja Sarah Caldwell. Anyai nagyapja, John Caldwell őrnagyi rangban a kontinentális hadsereg tisztjeként szolgált, Colt egyik legkorábbi fegyvere az ő kovaköves pisztolya volt. Colt anyja tuberkulózisban halt meg, amikor Colt hat éves volt, apja pedig két évvel később újraházasodott, és feleségül vette Olivia Sargeantet. Coltnak három fiú és három lánytestvére volt, akik közül az egyik gyermekkorában meghalt. Legidősebb nővére, Margaret 19 évesen szintén tuberkulózisban halt meg, a másik, Sarah Ann pedig később öngyilkos lett. James bátyja ügyvéd lett, Christopher pedig textilkereskedő volt. A harmadik testvért, John C. Coltot elítélték egy 1841-es gyilkosságért, de a kivégzésének napján öngyilkos lett.
11 évesen Coltot egy farmerhez adták szolgálónak Glastonburybe, ahol házimunkát végzett és iskolába járt. Itt ismerkedett meg a Compendium of Knowledge című művel, egy tudományos enciklopédiával, amelyet szívesebben olvasott, mint a Bibliát. A Robert Fultonról és a puskaporról szóló cikkei egész életében motiválták. Felfedezte, hogy a Compendiumban szereplő feltalálók olyan bravúrokat hajtottak végre, amelyeket korábban lehetetlennek ítéltek, és ő is ezt akarta tenni. Később, miután katonákat hallott a kétcsövű puska sikeréről és egy olyan fegyver megvalósíthatatlanságáról, amely akár ötször-hatszor is lőhetne újratöltés nélkül, Colt úgy döntött, hogy megalkotja a ezt a „lehetetlen fegyvert.”
1829-ben, 15 évesen apja textilgyárában kezdett dolgozni Ware-ban, Massachusettsben, ahol hozzáférhetett szerszámokhoz, anyagokhoz és a gyári munkások szakértelméhez. Az enciklopédiát felhasználva Samuel házi készítésű galvánelemet épített, és július 4-i eseményként hirdette meg abban az évben, hogy víz alatti robbanóanyag segítségével felrobbant egy tutajt a Ware Pond-on; bár a tutaj beszerzése elmaradt, a robbanás így is lenyűgözte a közönséget. Ezután internátusba küldték, ahol pirotechnikával szórakoztatta osztálytársait. 1830-ban egy július 4-i baleset tüzet okozott, ami véget vetett tanulmányainak, így apja elküldte, hogy kitanulja a tengerész szakmát. Egy kalkuttai úton a Corvo nevű kétárbócos hajó fedélzetén a fiatal matrózt megihlették a csörlők, ő maga később ezt az alkalmat tartotta a forgótáras pisztoly feltalálásának. Még a hajó fedélzetén elkészítette  a leendő fegyver fából készült makettjét. A modell abban különbözött a többi korabeli borsszóró pisztolyoktól, hogy lehetővé tette a használója számára a tár elforgatását úgy, hogy a kakast felhúzta, az elfordította a tárat, amelyet aztán egy pecekkel szorosan egy vonalban rögzített az egyik csőhöz. Ez nagy előrelépés volt a borsszórók kialakításához képest, amely megkövetelte a csövek kézi forgatását és azok megfelelő pozícióba való rögzítését.

### Korai vállalkozásai
1835 folyamán Samuel Colt az Egyesült Királyságba utazott, hogy levédesse a fegyver terveit. Annak ellenére, hogy az angol tisztviselők vonakodtak a szabadalmat kiadni Coltnak, nem találtak hibát a fegyverben, és kiadták neki az első szabadalmát (6909-es számmal). Amerikába visszatérve beadta az ottani szabadalmát egy forgó fegyverre (revolving gun), amelyre 1836. február 25-én kapta meg a szabadalmat (9430X). Ez a műszer és az 1836. augusztus 29-én kelt 1304-es szabadalom védte a Colt Paterson névre keresztelt, forgó csuklós töltésű, összecsukható ravaszú lőfegyverének alapelveit.
Az unokatestvérétől, Dudley Seldentől kapott kölcsön és Ellsworth ajánlólevelei alapján Colt 1836-ban kockázati tőkésekből álló társaságot alapított, hogy ötletét piacra vigye. E kockázatitőke-befektetők politikai ismeretségeit felhasználva jegyeztette be a Patent Arms Manufacturing Company of Paterson, New Jersey nevű vállalatot 1836. március 5-én. Colt minden egyes eladott fegyverért jogdíjat kapott szabadalmi jogaiért cserébe, és kikötötte ezen jogok visszaadását, ha a cég feloszlana. Colt amerikai szabadalma 1857-ig monopóliumot biztosított számára a revolverek gyártásban.
Bár 1837 végére több mint 1000 fegyvert gyártottak le, de az eladások sikertelenek maradtak. Az 1837-es tőzsdepánik után a cég befektetői vonakodtak finanszírozni az új gépeket, amelyekre Coltnak szüksége volt a csereszabatos alkatrészek gyártásához, ezért máshonnan gyűjtött pénzt. Fegyverének eladása a vegyesboltokban nem hozta meg a szükséges eladási mennyiséget, ezért unokatestvérétől, Seldentől kapott újabb kölcsönt Washington D.C.-be utazott, és a termékét bemutatta Andrew Jackson elnöknek. Jackson jóváhagyta a fegyvert, és Coltnak egy levelet is írt erről. Ezzel a levéllel megkapta a Kongresszus általi jóváhagyást a fegyver hadsereg előtti bemutatására, de nem sikerült rendelést szereznie a fegyver katonai beszerzésére. A Dél-Karolina államból érkezett, ötven-hetvenöt pisztolyra vonatkozó ígéretes megrendelést is törölték, mivel a vállalat nem állította elő azokat elég gyorsan. Folyamatos problémákat okoztak Colt számára az 1808-as milíciatörvény rendelkezései, amelyek kimondták, hogy az állami fegyveres testületek által vásárolt fegyvereknek az Egyesült Államok hadseregének szolgálatában kell állniuk. Ez a törvény megakadályozta, hogy az állami milíciák kísérleti fegyverek vagy külföldi fegyverek vásárlására forrásokat fordíthassanak.

### Sikeres fegyvergyárosként
Samuel Walker, a Texas Rangers kapitánya beszerzett néhányat az első Colt revolverek közül, amelyeket a szeminol háborúk alatt gyártottak, és első kézből látta hatékony felhasználásukat, amint 15 fős egysége legyőzött egy nagyobb, 70 komancsból álló haderőt Texasban. Walker ilyen revolvereket akart rendelni a rangerek számára a mexikói–amerikai háborúban, ezért New Yorkba utazott a gyáros felkeresésére. 1847. január 4-én találkozott Colttal egy fegyverkovácsműhelyben, és 1000 revolvert rendelt tőle. Walker néhány változtatást kért: az új revolvereknek 5 helyett 6 lövést kellene egy tárral leadniuk, elegendő erejűnek kell lenniük, hogy akár egyetlen lövéssel meg lehessen ölni egy embert vagy egy lovat, és gyorsabb újratöltésre lenne szükségük. A nagy megrendelés lehetővé tette Colt számára, hogy új lőfegyverüzletet alapítson, ehhez felbérelte Eli Whitney Blake-et, hogy készítse el fegyvereit, aki az eredeti revolvert és a kért változtatásokat ötvözte. Ebből az új dizájnból Blake elkészítette az első ezer darabból álló megrendelést, amely Colt Walker néven vált ismertté. A cég ezután újabb 1000 darabra kapott megrendelést; Colt mindkét tételnél pisztolyonként 10 dollárnyi nyereséget osztott ki.

### Utolsó évei és halála
Az amerikai polgárháború előtt Colt Északot és Délt is ellátta lőfegyverekkel. Ismeretes volt, hogy fegyvereket adott el más európai konfliktusok mindkét oldalán harcoló feleknek, és ugyanezt tette az amerikai polgárháborúval kapcsolatban is. 1859-ben Colt fontolgatta egy fegyverraktár építését Délen, és 1861-ben 2000 revolvert adott el John Forsyth Jr. konföderációs ügynöknek. Bár a déliekkel folytatott kereskedelmet akkoriban nem korlátozták, az olyan újságok, mint a New York Daily Tribune, a The New York Times és a Hartford Daily Courant déli szimpatizánsnak és az Unió árulójának nevezték. Válaszul ezekre a vádakra Coltot 1861. május 16-án Connecticut állam ezredessé nevezte ki, és megkezdte az általa gyártott forgópuskával felfegyverezni az 1. Colts Revolving Rifles of Connecticut nevű ezredet. Colt úgy képzelte el, hogy ebben az egységben csak hat lábnál magasabb, és az ő fegyvereivel felfegyverzett férfiak fognak szolgálni. Az egységet azonban soha nem küldték ki a harcmezőre, míg Coltot 1861. június 20-án bocsátották el a szolgálatból.
Samuel Colt a köszvény szövődményei miatt halt meg mindössze 47 évesen 1862. január 10-én Hartfordban. Armsmear nevű magánbirtokán temették el, majd 1894-ben a Cedar Hill-i temetőben helyezték örök nyugalomra. Halálakor vagyonát, amelyet feleségére és hároméves fiára, Caldwell Hart Coltnak hagyott, körülbelül 15 000 000 dollárra becsülték (ez 2020-ban 389 000 000 dollárnak felelne meg), ehhez gyárai 400 000 lőfegyvert állítottak elő még az élete során. Szakmai feladatait sógora, Richard Jarvis vitte tovább.

## Fordítás
- Ez a szócikk részben vagy egészben  a   Samuel Colt című angol Wikipédia-szócikk ezen változatának fordításán alapul.  Az eredeti cikk szerkesztőit annak laptörténete sorolja fel. Ez a jelzés csupán a megfogalmazás eredetét és a szerzői jogokat jelzi, nem szolgál a cikkben szereplő információk forrásmegjelöléseként.